# Qilin-Subglazialsee
Der Qilin-Subglazialsee (chinesisch 麒麟冰下湖, Pinyin Qílín Bīng Xià Hú, englisch Qilin Subglacial Lake) ist ein subglazialer See im ostantarktischen Prinzessin-Elisabeth-Land. Er liegt im weltweit größten Canyonsystem unter einer 3600 m dicken Eisschicht rund 656 m unter dem Meeresspiegel. Seine Länge wird auf 42 km geschätzt.
Chinesische Wissenschaftler benannten ihn 2020. Namensgeber ist Qilin, ein Fabelwesen aus der chinesischen Mythologie.